# Генічі Тагучі
Генічі Тагучі (田口 玄一, Taguchi Gen'ichi, 1 січня 1924 — 2 червня 2012) — інженер і статистик.

## Основний доробок
З 1950-х років Тагучі розробив методологію застосування статистики для покращення якості промислових товарів. Методи Тагучі викликали суперечки серед деяких традиційних західних статистиків, але інші визнали багато концепцій, введених ним, як дійсні розширення до сукупності знань.
Метод Тагучі спрямований на мінімізацію витрат, які спричиняє продукт — не лише для самої компанії-виробника, а й для суспільства загалом.
Розроблена ним філософія якості широко використовується у промисловій практиці. У 1995 році він був нагороджений медаллю Шухарта за свою роботу.

## Основні публікації
- Genichi Taguchi (August 1992). Taguchi on Robust Technology Development: Bringing Quality Engineering Upstream. ASME Press. ISBN 978-0791800287.
- Genichi Taguchi; Subir Chowdhury; Shin Taguchi (October 1999). Robust Engineering: Learn How to Boost Quality while Reducing Costs & Time to Market. McGraw-Hill Professional. ISBN 978-0071347822.
- Genichi Taguchi; Subir Chowdhury; Yuin Wu (August 2000). The Mahalanobis-Taguchi System. McGraw Hill Professional. ISBN 978-0071362634.
- Genichi Taguchi; Rajesh Jugulum (2002). The Mahalanobis-Taguchi Strategy : A Pattern Technology System. John Wiley & Sons. ISBN 978-0471023333.
- Genichi Taguchi; Rajesh Jugulum; Shin Taguchi (2004). Computer-Based Robust Engineering: Essential For DFSS. Amer Society for Quality. ISBN 978-0873896221.
- Genichi Taguchi; Subir Chowdhury; Yuin Wu (2005). Taguchi's Quality Engineering Handbook. John Wiley. ISBN 978-0471413349.
- Taguchi, Genichi (1986). Introduction to Quality Engineering: Designing Quality into Products and Processes. Tokyo, Japan: Asian Productivity Organization. ISBN 978-928-3310846.

## Нагороди та відзнаки
- 1960 — Премія Демінга для окремих осіб
- 1986 — Медаль Вілларда Ф. Роквелла Міжнародного технологічного інституту
- 1989 — стрічка індиго від імператора Японії
- 1990 рік — Міністерство торгівлі та промисловості Великобританії присвоєно звання Гуру якості
- 1995 — Почесний член Японського товариства контролю якості
- 1996 — Почесний член Інституту директорів (Індія)
- 1997 — Прийнятий до Зали автомобільної слави
- 1998 — Почесний член Американського товариства якості[4]
- 1998 — Почесний член Американського товариства інженерів-механіків
- 1999 — Почесний президент Robust Quality Engineering Society (Японія)

## Інтернет-ресурси
- Photograph of Dr. Genichi Taguchi
- ASQ Taguchi Biography